# Vlag van Virovitica-Podravina

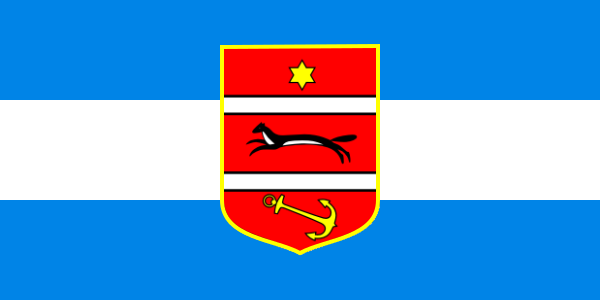
Vlag van Virovitica-Podravina (ratio 1:2)

De vlag van Virovitica-Podravina heeft drie horizontale banen blauw, wit en blauw, met in het midden het provinciewapen. De vlag werd aangenomen in 29 augustus 1996. In 1996 werd het wapen in de vlag vereenvoudigd – oorspronkelijk liep de marter op een groen veld, nu is dit donkerrood, evenals de rest van het wapen. Het wapen is gebaseerd op het wapen van het oude Hongaarse comitaat Verőce, dat op zijn beurt weer was gebaseerd op het wapen van Slavonië met als toevoeging een anker. Het werd in 1746 door Maria Theresia aan het comitaat verleend. Het anker staat voor hoop en trouw.